# Sofia d'Orange-Nassau
Sofia d'Orange-Nassau (nome completo in olandese Wilhelmine Marie Sophie Louise; L'Aia, 8 aprile 1824 – Weimar, 23 marzo 1897) è stata granduchessa consorte di Sassonia-Weimar-Eisenach dal 1853 al 1897, come moglie del granduca Carlo Alessandro.
Figlia del re Guglielmo II e della granduchessa Anna Pavlovna Romanova, fu erede presunta della nipote, la regina Guglielmina, per quasi sette anni, dalla morte del fratello fino alla propria. A Weimar ricoprì soprattutto un ruolo d'importanza culturale, basato per lo più sulla sua ammirazione per la tradizione letteraria della città.

## Biografia

### Infanzia ed educazione
La principessa Sofia, unica figlia femmina di Guglielmo II e di Anna Pavlovna Romanova, crebbe a Palazzo Soestdijk con i suoi tre fratelli. Sin da bambina si dedicò alla vita all'aria aperta, impiegando il suo tempo nella produzione di burro e formaggio all'interno della fattoria della residenza di famiglia. All'età di dieci anni le venne assegnata una nuova governante, la baronessa van Randwijck, allo scopo di non trascurare la sua educazione.

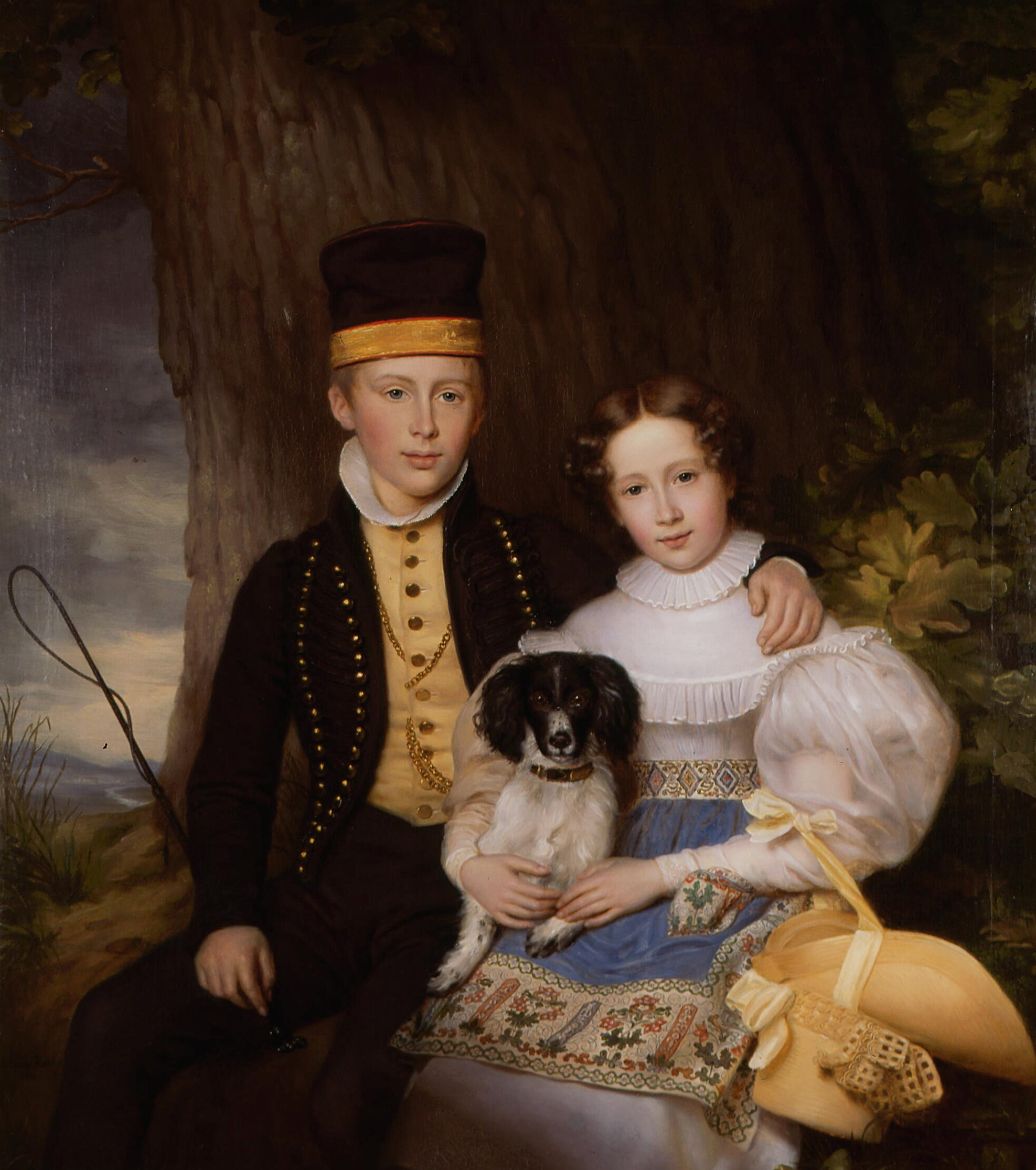
Sofia ritratta con il fratello Enrico nel 1830 da Jan Baptist van der Hulst

Da allora studiò matematica, musica, storia e, in ambito linguistico, olandese, francese, inglese, italiano e tedesco. Agli occhi dei suoi insegnanti fu una bambina vogliosa di apprendere e, come lei stessa dichiarò, ricevette dal padre un'educazione religiosa indipendente da dogmi. Il 16 aprile 1840 fece professione pubblica di fede.

### Fidanzamento e granduchessa ereditaria
Nel 1834 si recò a Weimar al sedicesimo compleanno di un suo cugino, Carlo Alessandro di Sassonia-Weimar-Eisenach, accompagnando sua madre che ne era la zia. I due si incontrarono nuovamente nell'autunno del 1841, quando il ventitreenne principe omaggiò il padre di Sofia in occasione della sua salita al trono.

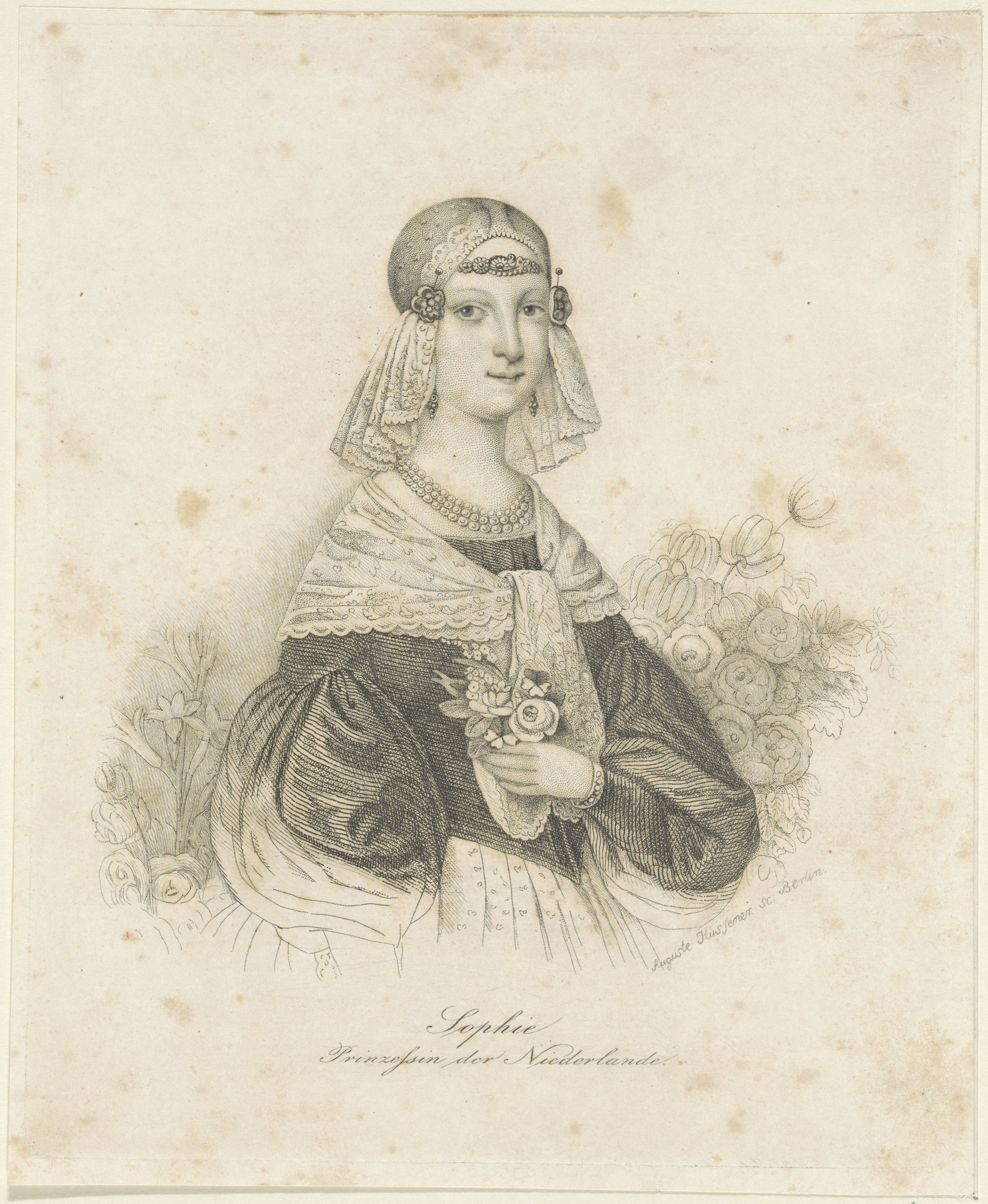
La principessa Sofia ritratta in abiti frisoni dall'incisore Auguste Hüssener

Maria Pavlovna Romanova, madre di Carlo Alessandro e zia di Sofia, inviò una lettera a Guglielmo II il 12 novembre 1841, chiedendogli la mano della sua ultimogenita per conto del figlio. Il re accettò e l'8 ottobre 1842 i due convolarono a nozze nella Witte Zaal di Palazzo Kneuterdijk all'Aia, per poi spostare le celebrazioni nella Sala Gotica.
Nella settimana seguente la coppia partì in nave da Rotterdam alla volta di Weimar. In compagnia di Sofia c'era James Marshall, suo ex insegnante d'inglese e consigliere segreto per i successivi 35 anni. La principessa affiancò alla cura dei figli la fondazione di istituzioni scolastiche (tra cui un istituto per ciechi e sordi, il primo liceo femminile di Weimar e una scuola infermieristica), sanitarie, di un orfanotrofio e di un'associazione di libertà vigilata. Sostenne, in maniera privata, organizzazioni religiose e chiese.

### Granduchessa di Sassonia-Weimar-Eisenach
Nel 1853 Carlo Alessandro e Sofia ereditarono il trono granducale con la morte di Carlo Federico. I nuovi sovrani proseguirono e ampliarono le attività culturali avviate dai loro predecessori, accogliendo ogni settimana artisti e studiosi nel castello della capitale. Weimar divenne un centro di formazione musicale e la stessa Sofia veniva accompagnata al pianoforte dall'insegnante e maestro della banda di corte Franz Liszt, il quale riteneva che la granduchessa avesse una voce melodiosa.

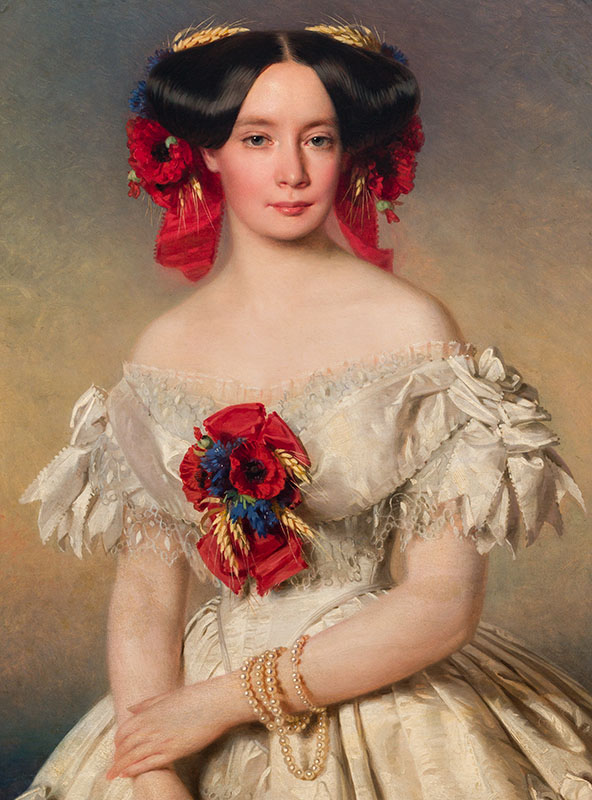
La granduchessa Sofia ritratta da Richard Lauchert nel 1855

L'impegno maggiore di Sofia fu però in campo letterario: divenne mecenate della Deutsche Shakespeare Gesellschaft, fondata nel 1864, e grazie ai suoi sostegni finanziari si poté fondare una collezione shakesperiana di oltre diecimila volumi, tra cui prime traduzioni, che costituisce ancora oggi un importante archivio della Biblioteca Anna Amalia. Il suo principale interesse fu la letteratura tedesca e, decisa a far diventare Weimar un centro letterario, fu avviata su sua iniziativa la stesura di un'edizione completa e critica delle opere di Goethe, intitolata in suo onore Sophien Ausgabe, dopo che il nipote del celebre letterato lasciò l'eredità del nonno allo Stato al momento della sua morte, nel 1885. Sofia fu fondamentale nella stesura dell'opera, ma allo stesso tempo fu d'intralcio al lavoro degli editori: poiché non tollerava temi erotici e blasfemi, questi vennero pubblicati separatamente solo dopo la sua morte, nel 1914. Era suo desiderio scrivere anche una biografia di Goethe, che però non realizzò mai.

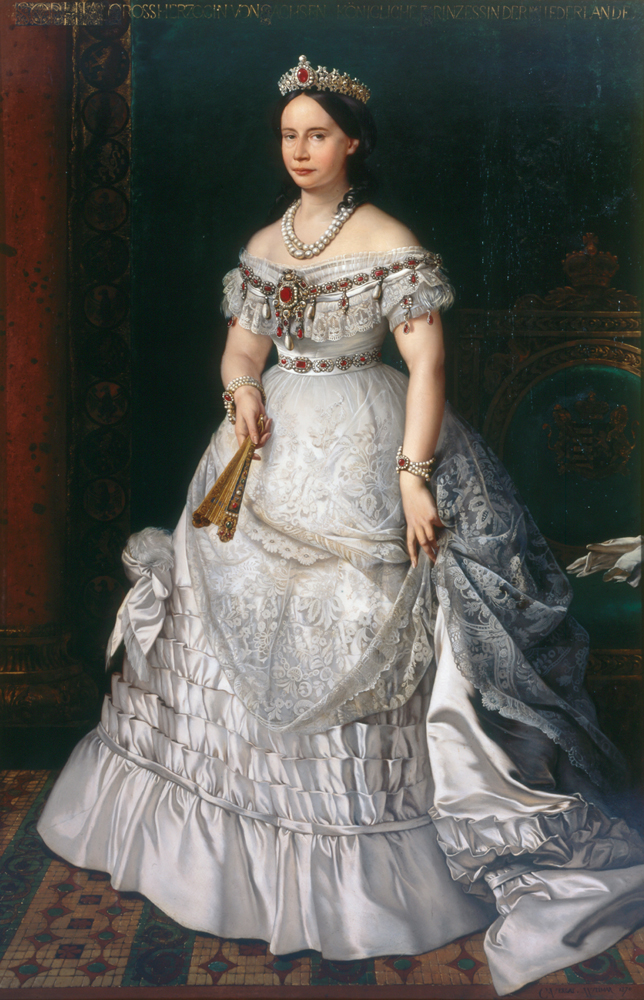
Charles Verlat, Ritratto della Granduchessa Sofia di Sassonia Weimar, 1870, Castello di Weimar

Tra il 1870 e il 1871 Sofia agì come reggente a causa della guerra franco-prussiana che impegnò il marito e il figlio in battaglia. In occasione del cinquantesimo anno di nozze, la coppia granducale ricevette una consistente somma di denaro, che venne utilizzata, unitamente alle risorse personali di Sofia, per fondare il Goethe und Schiller Archiv, inaugurato il 28 giugno 1896. Esso conteneva sia l'eredità goethiana che una collezione delle opere di Schiller, da lei ereditate nel 1889, e, con il passare del tempo, accolse lasciti e manoscritti.

### Nei Paesi Bassi
Anche dopo il matrimonio Sofia tornò più volte nei Paesi Bassi, specie all'Aia, soprattutto per motivi commerciali. Il suo rapporto con il fratello Guglielmo III non era ottimo, ma in compenso la granduchessa era molto amica della cognata Emma, che si rivolgeva spesso a lei per chiederle consigli. Sofia ereditò dalla madre, nel 1865, le proprietà di Buitenrust, Rustenburg, Zorgvliet, mentre dal fratello Enrico il palazzo Lange Voorhout, che decise di passare alla cognata nel 1896. Quando alloggiava nel suo paese d'origine viveva per questo a Buitenrust, dov'era solita ricevere personalità del mondo artistico.

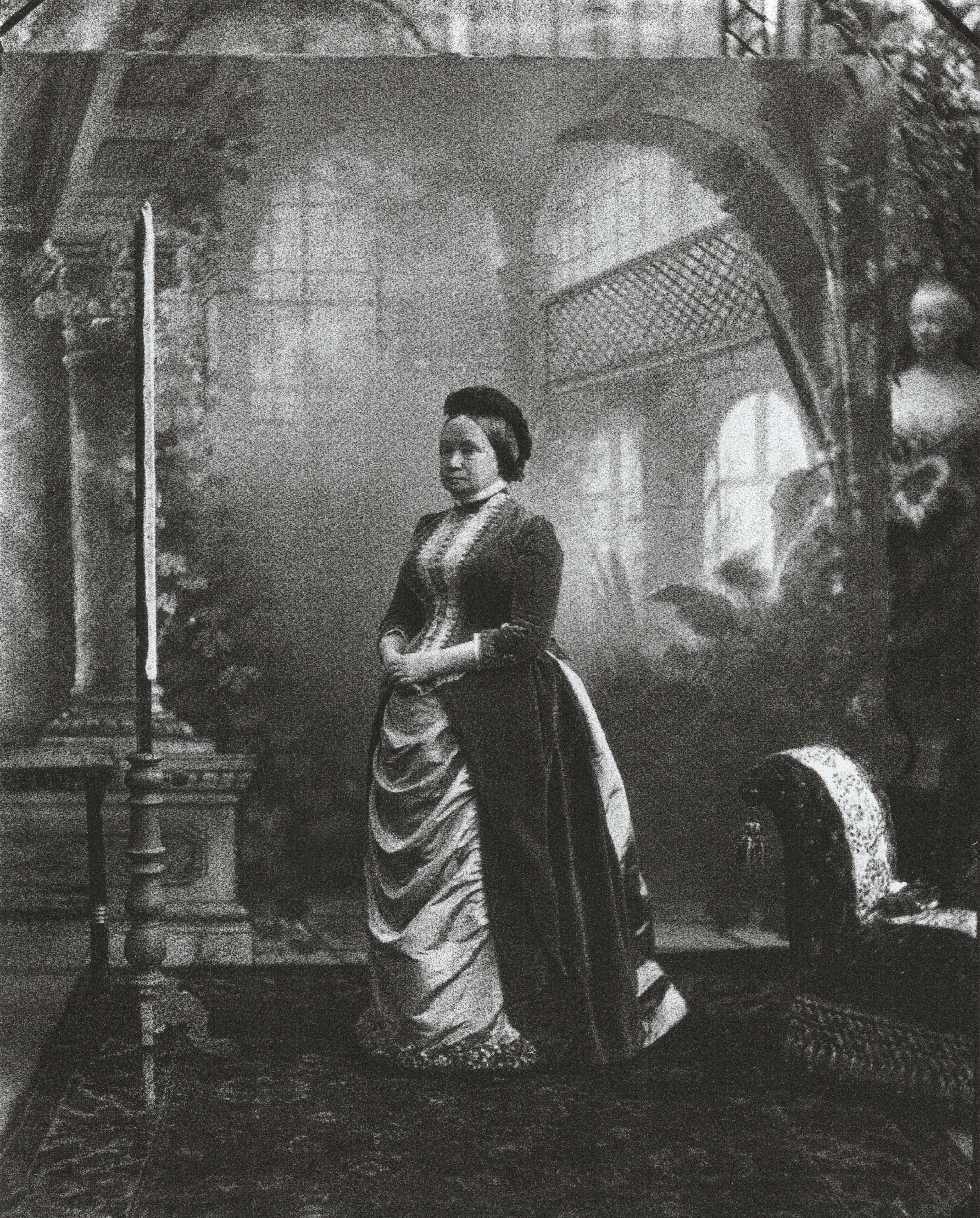
Louis Held, La granduchessa Sofia davanti a un prospetto di studio, 1892

Nella sua città natale cedette beni immobili per contribuire alla costruzione dell'ospedale Bronovo, del quartiere di Duinoord, dell'ospedale Diaconessenziekenhuis e del Verversingskanaal. In occasione delle sue nozze d'oro, lo Stato olandese le fece un dono in denaro nel 1892, che Sofia destinò all'istituzione del Sophie-fonds, dedicato a iniziative sociali nei Paesi Bassi e nelle colonie olandesi. Allo stesso scopo istituì a Weimar la Sophie-huis. Ereditò dal padre e dal fratello edifici in Slesia e a Poznań, che destinò all'edificazione della fattoria Heinrichau, per cui partecipò a un corso di agraria.

### Ultimi anni e morte
Gli ultimi anni di vita furono segnati da difficoltà, tra cui la morte del primogenito Carlo Augusto, evento che inaugurò il peggioramento della sua salute. Morì all'età di 73 anni e fu tumulata nella Cripta dei Principi, luogo di sepoltura della famiglia granducale, dove trovò ultima dimora anche Goethe.

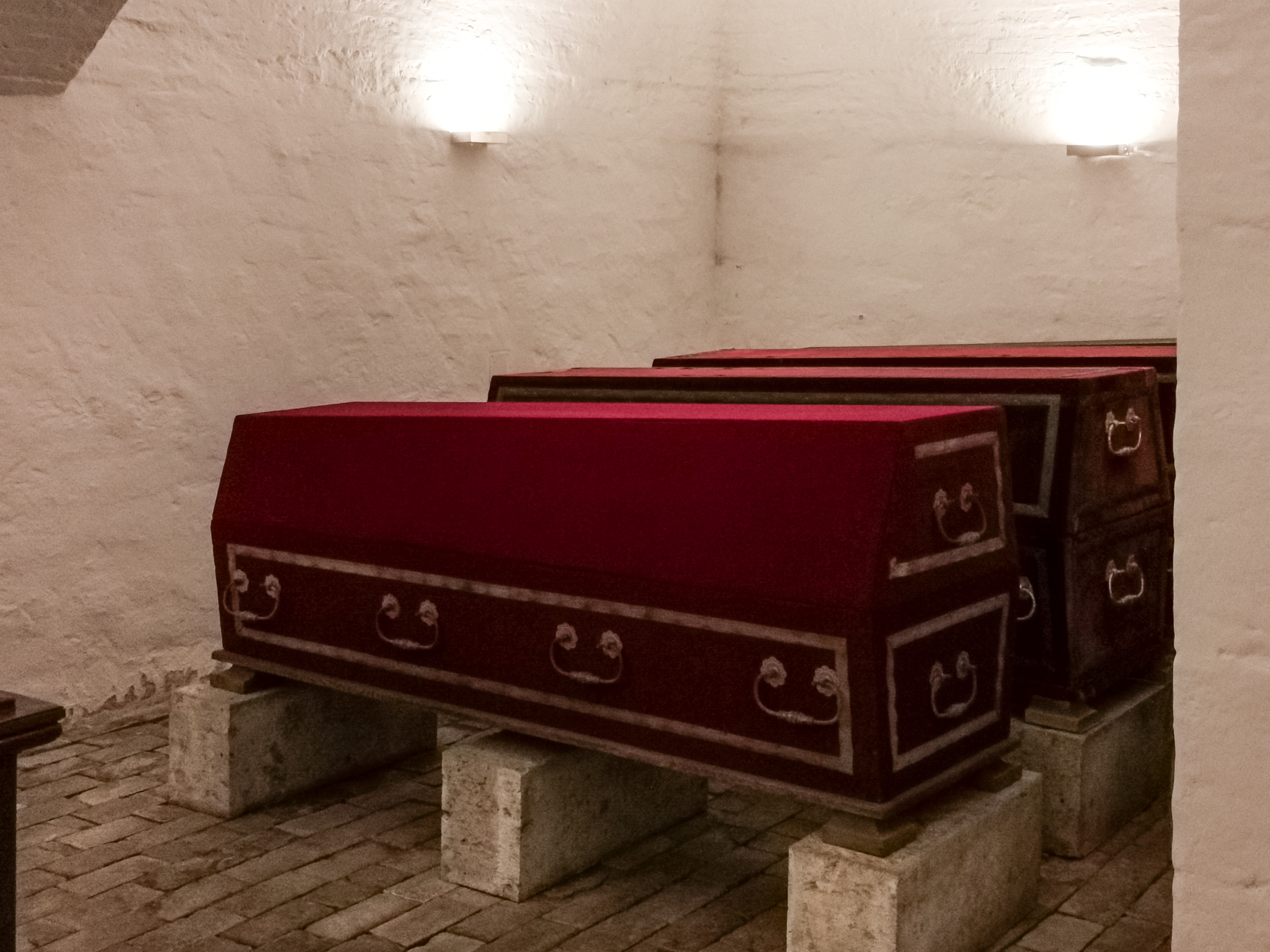
Interno della Cripta dei Principi con i sarcofagi di Carolina di Reuss-Greiz, Carlo Alessandro e Sofia (dalla parte anteriore a quella posteriore)

È stata descritta come una donna riservata, pretenziosa verso se stessa e gli altri ma con un senso dell'umorismo che la accompagnò fino alla vecchiaia. Vittoria di Sassonia-Coburgo-Gotha la definì come una donna ambiziosa, orgogliosa e dal temperamento freddo.

## Discendenza
Sofia d'Orange-Nassau e Carlo Alessandro di Sassonia-Weimar-Eisenach, ebbero un figlio e tre figlie:
- Carlo Augusto Guglielmo Nicola Alessandro Michele Bernardo Enrico Federico Stefano, Granduca Ereditario di Sassonia-Weimar-Eisenach (31 luglio 1844 - 20 novembre 1894), sposò la principessa Paolina di Sassonia-Weimar-Eisenach;
- Anna Maria Alessandrina Sofia Augusta Elena (20 gennaio 1849 - 6 maggio 1922), sposò il principe Enrico VII di Reuss-Köstritz;
- Maria Anna Sofia Elisabetta Bernardina Ida Augusta Elena (29 marzo 1851 - 26 aprile 1859);
- Sibilla Elisabetta Dorotea Maria Anna Amalia Luisa (28 febbraio 1854 - 10 luglio 1908), sposò il duca Giovanni Alberto di Meclemburgo-Schwerin.

Catherine Radziwill, una contemporanea di Sofia commentò che,

"...[Sofia] era molto diversa da suo marito, e, anche se molto brutta, era una principessa più maestosa. Era intelligente, troppo, e difese la reputazione della famiglia Weimar. Fu una Principessa dei Paesi Bassi per nascita...e conservò e mantenne alla sua corte le tradizioni in cui era stata allevata. Nonostante la sua mancanza di bellezza, inoltre, presentava una splendida figura, essendo sempre magnificamente vestita e coperta di gioielli meravigliosi, tra cui brillava una parure di rubini e diamanti che avrebbero dovuto essere i migliori nel loro genere in Europa".

## Titoli e trattamento
- 8 aprile 1824 - 8 ottobre 1842: Sua Altezza Reale, la principessa Sofia dei Paesi Bassi, principessa di Orange-Nassau
- 8 ottobre 1842 - 8 luglio 1853: Sua Altezza Reale, la granduchessa ereditaria di Sassonia-Weimar-Eisenach
- 8 luglio 1853 – 23 marzo 1897: Sua Altezza Reale, la granduchessa di Sassonia-Weimar-Eisenach

## Ascendenza
|                              |                      |                                         | Genitori                                       |  |  | Nonni |  |  | Bisnonni                     |  |  | Trisnonni                     |  |
|                              |                      |                                         |                                                |  |  |       |  |  | Guglielmo V di Orange-Nassau |  |  | Guglielmo IV di Orange-Nassau |  |
|                              |                      |                                         |                                                |  |  |       |  |  | Guglielmo V di Orange-Nassau |  |  | Guglielmo IV di Orange-Nassau |  |
|                              |                      | Anna di Gran Bretagna                   |                                                |  |  |       |  |  | Guglielmo V di Orange-Nassau |  |  |                               |  |
| Guglielmo I dei Paesi Bassi  |                      |                                         |                                                |  |  |       |  |  | Guglielmo V di Orange-Nassau |  |  |                               |  |
|                              |                      | Guglielmina di Prussia                  | Augusto Guglielmo di Prussia                   |  |  |       |  |  |                              |  |  |                               |  |
|                              |                      | Guglielmina di Prussia                  | Augusto Guglielmo di Prussia                   |  |  |       |  |  |                              |  |  |                               |  |
|                              |                      | Guglielmina di Prussia                  | Luisa Amalia di Brunswick-Wolfenbüttel         |  |  |       |  |  |                              |  |  |                               |  |
| Guglielmo II dei Paesi Bassi |                      | Guglielmina di Prussia                  |                                                |  |  |       |  |  |                              |  |  |                               |  |
|                              |                      | Federico Guglielmo II di Prussia        | Augusto Guglielmo di Prussia                   |  |  |       |  |  |                              |  |  |                               |  |
|                              |                      | Federico Guglielmo II di Prussia        | Augusto Guglielmo di Prussia                   |  |  |       |  |  |                              |  |  |                               |  |
|                              |                      | Federico Guglielmo II di Prussia        | Luisa Amalia di Brunswick-Wolfenbüttel         |  |  |       |  |  |                              |  |  |                               |  |
| Guglielmina di Prussia       |                      | Federico Guglielmo II di Prussia        |                                                |  |  |       |  |  |                              |  |  |                               |  |
|                              |                      | Federica Luisa d'Assia-Darmstadt        | Luigi IX d'Assia-Darmstadt                     |  |  |       |  |  |                              |  |  |                               |  |
|                              |                      | Federica Luisa d'Assia-Darmstadt        | Luigi IX d'Assia-Darmstadt                     |  |  |       |  |  |                              |  |  |                               |  |
|                              |                      | Federica Luisa d'Assia-Darmstadt        | Carolina del Palatinato-Zweibrücken-Birkenfeld |  |  |       |  |  |                              |  |  |                               |  |
| Sofia dei Paesi Bassi        |                      | Federica Luisa d'Assia-Darmstadt        |                                                |  |  |       |  |  |                              |  |  |                               |  |
|                              | Pietro III di Russia | Carlo Federico di Holstein-Gottorp      |                                                |  |  |       |  |  |                              |  |  |                               |  |
|                              | Pietro III di Russia | Carlo Federico di Holstein-Gottorp      |                                                |  |  |       |  |  |                              |  |  |                               |  |
|                              | Pietro III di Russia | Anna Petrovna di Russia                 |                                                |  |  |       |  |  |                              |  |  |                               |  |
| Paolo I di Russia            | Pietro III di Russia |                                         |                                                |  |  |       |  |  |                              |  |  |                               |  |
|                              |                      | Caterina II di Russia                   | Cristiano Augusto di Anhalt-Zerbst             |  |  |       |  |  |                              |  |  |                               |  |
|                              |                      | Caterina II di Russia                   | Cristiano Augusto di Anhalt-Zerbst             |  |  |       |  |  |                              |  |  |                               |  |
|                              |                      | Caterina II di Russia                   | Giovanna di Holstein-Gottorp                   |  |  |       |  |  |                              |  |  |                               |  |
| Anna Pavlovna di Russia      |                      | Caterina II di Russia                   |                                                |  |  |       |  |  |                              |  |  |                               |  |
|                              |                      | Federico II Eugenio di Württemberg      | Carlo I Alessandro di Württemberg              |  |  |       |  |  |                              |  |  |                               |  |
|                              |                      | Federico II Eugenio di Württemberg      | Carlo I Alessandro di Württemberg              |  |  |       |  |  |                              |  |  |                               |  |
|                              |                      | Federico II Eugenio di Württemberg      | Maria Augusta di Thurn und Taxis               |  |  |       |  |  |                              |  |  |                               |  |
| Sofia Dorotea di Württemberg |                      | Federico II Eugenio di Württemberg      |                                                |  |  |       |  |  |                              |  |  |                               |  |
|                              |                      | Federica Dorotea di Brandeburgo-Schwedt | Federico Guglielmo di Brandeburgo-Schwedt      |  |  |       |  |  |                              |  |  |                               |  |
|                              |                      | Federica Dorotea di Brandeburgo-Schwedt | Federico Guglielmo di Brandeburgo-Schwedt      |  |  |       |  |  |                              |  |  |                               |  |
|                              |                      | Federica Dorotea di Brandeburgo-Schwedt | Sofia Dorotea di Prussia                       |  |  |       |  |  |                              |  |  |                               |  |
|                              |                      | Federica Dorotea di Brandeburgo-Schwedt |                                                |  |  |       |  |  |                              |  |  |                               |  |